# Elaine Benes
Elaine Marie Benes é um personagem de ficção na série de televisão americana Seinfeld, interpretada por Julia Louis-Dreyfus. O melhor amigo de Elaine é seu ex-namorado Jerry Seinfeld, e ela também é boa amiga de George Costanza e Cosmo Kramer. Louis-Dreyfus recebeu elogios da crítica por sua atuação como Elaine, vencendo um Emmy, um Globo de Ouro e cinco SAG Awards. Ela reprisou o papel durante a temporada 41 do Saturday Night Live .

## A estreia de Elaine
Ao contrário de seus três amigos íntimos, Elaine está ausente do episódio piloto. Anteriormente, a personagem feminina era Claire, a garçonete do Pete's Luncheonette interpretada por Lee Garlington, mas o Monk's Cafe substituiu a lanchonete e Garlington foi retirada do papel. Elaine aparece pela primeira vez em "The Stake Out", mas em ordem de produção, ela aparece em uma cena final comendo M&Ms em "Male Unbonding". Os executivos da NBC acharam que o programa era muito masculino e exigiram que Jerry Seinfeld e Larry David adicionassem uma mulher ao elenco como condição para o comissionamento do programa, conforme revelado no comentário do DVD da 1ª e 2ª Temporada. Além do primeiro episódio, Elaine não aparece em "The Trip" (a atriz estava nos estágios finais da gravidez no momento das filmagens) e, portanto, aparece em menos episódios que George e Jerry.

## Inspiração da vida real
Depois que foi descoberto que Jerry Seinfeld já namorou a escritora e comediante Carol Leifer, cresceu a especulação de que Elaine era baseada em Leifer, embora isso tenha sido negado mais tarde. Leifer, que escreveu ou co-escreveu vários episódios para o programa, disse que apenas alguns elementos da história da personagem — que ela e Seinfeld namoraram e permaneceram bons amigos desde que o relacionamento terminou — se relacionam com ela. Ela diz que alguns elementos do personagem de Elaine, especialmente sua assertividade, inteligência e senso de humor, são extraídos da personalidade fora da tela da própria Julia Louis-Dreyfus. De acordo com a biografia de Seinfeld (escrita por Jerry Oppenheimer), Elaine foi baseada em parte em Susan McNabb (que estava namorando Seinfeld quando o personagem foi criado), apesar de seu nome ter sido retirado da amiga e colega de comédia Elayne Boosler. Além disso, o personagem foi parcialmente baseado em Monica Yates, filha do romancista Richard Yates, com quem Larry David namorou uma vez, e eles permaneceram bons amigos depois que terminaram.

## Personalidade
Elaine é normalmente inteligente e assertiva, mas também bastante superficial. Ela é 'um dos rapazes' e, apesar dos problemas que enfrentam em grupo, ela continua sendo a amiga mais próxima do elenco masculino principal da série. Suas atitudes são geralmente nervosas e neuróticas, tem a tendência de se irritar facilmente com quase todo mundo e tem o hábito de empurrar as pessoas quando demonstra emoção extrema.
Elaine, assim como Jerry e George, é muito namoradeira, uma característica satirizada em "A Esponja ", na qual ela está desesperada porque sua esponja contraceptiva preferida deixou de ser fabricada e estoca caixas do produto em casa. Ela cunha o termo "merecedor de esponja" (em inglês, "sponge-worthy") quando debate as perspectivas de intimidade com seus parceiros à custa de seu estoque de esponjas. Suas neuroses freqüentemente interferem em seus relacionamentos, levando ao fim prematuro de um relacionamento florescente. Por exemplo, em "The Stall", Elaine está namorando Tony, um tipo atlético muito bonito. Depois que um acidente de escalada destrói o rosto de Tony, Elaine admite a Jerry que ela não pode namorar alguém que não é atraente e se pergunta quanto tempo ela é obrigada a ficar com ele após o acidente. Elaine também é atraída por homens com empregos lucrativos, especialmente médicos.